# Comtat d'Agen
El comtat d'Agen o Comtat d'Agenès (en francès Agénois) fou una jurisdicció feudal d'Aquitània a Gascunya.
Carlemany va crear el comtat després del 781, i va nomenar comte a Ermiladi, rebesnet del duc d'Aquitània Eudes. El comtat el van governar alguns comtes. El 828 fou constituït com a Marca contra els vascons però és segur que el marqués Berenguer de Tolosa el governés del 828 fins al 835 quan fou inclòs en el lot de comtats de Bernat de Septimània. Aquest (mort el 844) el va donar com a dot a una filla seva (de nom desconegut) que es va casar amb Vulgrí, parent del comte Emmeno de Poitiers el qual estava casat amb Sancia, germana de Sanç II de Gascunya. Vulgrí fou més tard comte d'Angulema el 866 i el comtat d'Agen fou un feu tolosà encara que Tolosa no en tenia el domini directe sinó la senyoria feudal. Durant el segle ix el comtat va ser objecte de repetits atacs dels normands. En mans de Vulgrí o Wulfgrí aquest el va mantenir mentre Arnau (fill d'Emmenó) va ser duc de Gascunya (864-872) però el va perdre després a mans de son cosí germà el duc gascó Sanç III Mitarra (potser en morir Vulgrí el 886) o de Garcia el Corb (duc de Gascunya 893-926), ja que després no figura com a títol d'Alduí, fill i successor de Vulgrí a Angulema (886). El ducat apareix vinculat directament a la casa ducal de Gascunya fins al 1032. Després de Garcia el Corb van ser ducs de Gascunya i comtes d'Agen i de Bordeus el seu fill Sanç IV, el qual en va cedir l'administració (junt amb el comtat de Basàs) al seu fill Gombau, que va renunciar a una data no coneguda però propera al 990, per abraçar la vida religiosa i va ser bisbe (va deixar dos fills, un dels quals, Hug, fou comte de Condom i també bisbe); el 992 s'esmenta com a comte a Garcia Donat, fill de Donat i net de Sanç IV, tronc dels senyors de Doazit extints el 1423; sembla que el comtat va tornar a la branca principal representada pel germà de Gombau, Guillem I (duc de Gascunya del 977 al 997), que a la seva mort el va transferir al seu fill Bernat I, i aquest al seu fill Guillem II. A la seva mort vers el 1027 sense successió, el ducat gascó amb els comtats annexes d'Agen (Agenès) i Bordeus van passar a son germà Sanç VI (1027-1032). Aquest darrer va deixar només una filla, Alausia, casada amb Alduí d'Angulema (mort el 1016) i després, per doble vincle va passar a Guillem VI el gros comte de Poitiers, fill de Guillem V (fill de Vulgrí) i de Brisca (germana de Sanç VI), quedant des de llavors unit a Poitiers (Poitou) i al ducat d'Aquitània i Gascunya fins a la incorporació a la corona d'Anglaterra. Ricard Cor de Lleó el va donar en dot el 1196 a sa germana Joana, que es va casar amb Ramon VI de Tolosa, amb el qual els comtes de Tolosa van esdevenir senyors directes a més de sobirans feudals. Amb Ramon VI de Tolosa el vell, que a Agen fou Ramon I el vell de 1196 a 1222 (el matrimoni amb Joana fou el seu tercer matrimoni però Joana fou la mare de l'únic fill mascle), es va estendre a la regió el catarisme i el 1212 Agen fou ocupada pel cap dels croats Simó IV de Montfort que seguidament va atacar el bastió càtar de Pena d'Agenès; a la seva mort va passar al seu fill Amalric de Montfort el 1218 que en fou expulsat vers 1224 i només amb ajuda francesa el va poder recuperar però en va cedir els seus drets al rei de França el 1226, però a la mort del rei Lluís VIII de França Ramon II el Jove (VII de Tolosa) va recuperar els seus drets (com havia esdevingut breument el 1224-1225) i després, el 1229, el comtat li fou reconegut pel Tractat de Meaux entre Tolosa i França. A la mort de Ramon el 1249 va passar a la seva filla única Joana, casada amb Alfons, germà del rei francès Lluís el Sant, i a la mort d'ambdós el 1271 va passar a la corona. No obstant el rei Enric III d'Anglaterra va reclamar el comtat el 1249 fent valer que l'Agenès era un dels territoris que el rei Lluís el sant de França s'havia compromès a entregar a Anglaterra en virtut del tractat entre ambdós sobirans. Enric va enviar al país a Simó de Montfort comte de Leicester, segon fill del cap croat mort el 1218, per exigir als executors testamentaris de Ramon de Tolosa l'entrega del comtat, però l'oposició del poble, que va jurar fidelitat a Joana i Alfons, i l'absència d'aquestos que estaven a la Croada amb el rei Lluís el sant (no es podien atacar els feus dels que havien agafat la creu) va impedir a Simó obtenir èxit en l'encàrrec. No obstant l'afer no fou oblidat i el rei Eduard I d'Anglaterra va fer la reclamació de nou el 1271 a la mort de Joana i d'Alfons. I pel Tractat d'Amiens de 1279 l'Agenès fou restituït a Anglaterra. Eduard el va donar en feu a la seva mare Elionor. La guerra dels Matalots entre França i Anglaterra va esclatar el 1292 i el 1295 un exèrcit francès enviat pel rei Felip el bell va ocupar el comtat. Les lluites van seguir fins al 1299, i llavors va quedar en mans dels francesos però el 1324 es van reprendre les hostilitats i el 1337 el comte de Derbi va fer decantar-la a favor dels Anglesos, tot i que França va retenir Agen gràcies a la bona feina del comte d'Armanyac, el comte de Foix, el comte de l'Illa Jordà, el rei de Navarra i el senyor de Craon principals defensors francesos de l'Agenès, fins que al tractat de Bretigny va haver de ser cedida a Anglaterra. Carles V de França el va reconquerir (sota el comandament directe del duc d'Anjou) però els anglesos el van recuperar fins a la reconquesta definitiva francesa el 1439. Lluís XI va donar l'Agenès i Gascunya en feu a son germà el duc de Berri però a la seva mort fou de nou reunit a la corona el 1484. El 1572 el comtat de l'Agenès i el de Carcí foren donats en feu per Carles IX a sa germana Margarita de Valois, que es va casar amb Enric de Navarra. Margarita el va tenir fins a la seva mort el 1616. El 1642 el va comprar la neboda del cardenal Richelieu, Marie-Madeleine de Vignerod duquessa d'Agulhon i senyora de Combalet (filla de la germana del cardenal Françoise du Plessis senyora de Richelieu, i de René Vignerot senyor de Pont-Courlay i de Glenay) per seixanta mil francs i els seus hereus, els ducs d'Aiguillon, el van posseir fins al 1789 i es van titular comtes d'Agenès i els darrers anys Ducs d'Agenès.

## Llista de comtes
- Ermiladi c. 781-?
- Corsó, Cursó o Tursí c. 781-ca. 790/2[1]
- Guillem de Gel·lona ca. 790/2-806[1]
- Berenguer de Tolosa c. 819[1]-835Plantilla:Refnec/6[1]
- Bernat de Septimània 835-844
- Guillem de Septimània (fill de Bernat) 844-850
- Regelinda (o Rosalinda) (filla de Guillem) 850-866
- Vulgrí (vidu de Regelinda) 866-886
- Sanç I (III de Gascunya) 886-893
- Garcia el Corb 893-926
- Sanç II (IV de Gascunya) 926-977
- Gombau 977-c. 992
- Garcia Donat c. 992-?
- Guillem I de Gascunya ?-997
- Bernat II (I de Gascunya) 997-1010
- Guillem II de Gascunya 1010-1027
- Sanç VI 1027-1032
- Alausia 1032-? (vídua d'Aldoi d'Angulema)
- Brisca ?
- Guillem III el Gros (d'Aquitània i Poitou) ?-1038
- Odó 1038-1040
- Pere Guillem IV l'Àguila (d'Aquitània i Poitiers) 1040-1058
- Guiu Guillem V (d'Aquitània i Poitiers) 1058-1086
- Guillem VI el jove (d'Aquitània i Poitiers) 1086-1126
- Guillem VII (d'Aquitània i Poitiers) 1126-1137
- Elionor (d'Aquitània i Poitiers) 1137-1152
- Lluís VII de França (espòs) 1137-1152
- Elionor (segona vegada) 1152
- Enric I 1152-1168 (rei d'Anglaterra)
- Ricard I Cor de Lleó 1168-1196 (rei d'Anglaterra)
- Joana d'Anglaterra 1196
- Ramon I el vell (VI de Tolosa) 1196-1212
- Simó IV de Montfort 1212-1218
- Amalric de Montfort 1218-1224
- Ramon II el jove (VII de Tolosa) 1224-1225
- Amalric de Montfort 1225-1226
- A la corona francesa (Lluís VIII el Lleó) 1226 (nominal fins al 1229)
- Ramon II el jove (VII de Tolosa) 1226-1249
- Joana de Tolosa 1249-1271
- Felip III l'Ardit 1271-1279 (rei de França)
- Elionor de Provença 1279-1291
- Eduard I 1291-1295 (rei d'Anglaterra)
- a la corona francesa 1295-1360
- Eduard III 1360-1362 (rei Eduard III rei d'Anglaterra)
- Eduard IV 1362-1372 (rei d'Anglaterra)
- Eduard III 1372-1377 (rei Eduard III d'Anglaterra)
- Carles V de França 1377-1380
- Ricard II 1380-1399 (rei Ricard II d'Anglaterra)
- Enric III 1399-1413 (rei Enric IV d'Anglaterra)
- Enric IV 1413-1422 (rei Enric V d'Anglaterra)
- Enric V 1422-1439 (rei Enric VI d'Anglaterra)
- A la corona francesa 1439-1472
- Carles (duc de Berri, Aquitània i Normandia) 1472-1484
- a la corona francesa 1484-1572
- Margarida de Valois 1572-1616
- A la corona francesa 1616-1642
- Marie-Madeleine de Vignerod, duquessa d'Agulhon 1642-1675
- Teresa 1675-1731 (neta de Marie Madaleine) duquessa d'Agulhon
- Armand I 1731-1750 (nebot de Teresa) duquessa d'Agulhon
- Emmanuel Armand 1750-1782 (fill d'Armand) (Duc d'Agulhon, primer Duc d'Agenès)
- Armand II 1782-1789 (fill d'Emmanuel Armand) (Duc d'Agulhon i d'Agenès)
- Suprimit per la Revolució de 1789